# GoodMorningBoy
GoodMorningBoy, pseudonimo di Marco Iacampo (Venezia, 17 gennaio 1976), è un cantautore italiano ed ex cantante e leader della band Elle.

## Biografia
Marco Iacampo nasce a Venezia il 17 gennaio 1976.
Inizia la sua carriera artistica nel 1997 come cantante della band veneta Elle con cui pubblica due album. Dopo quattro anni lascia la band ed intraprende la carriera solista.
Recita come protagonista nel film La settimana di Vespuccio, primo lungometraggio di Bibi Bozzato. È la sua unica esperienza come attore.
Nel 2001, pubblica l'album d'esordio intitolato semplicemente GoodMorningBoy, 13 canzoni fra rock e pop totalmente suonate e prodotte.
Nel 2002 esce Song=epitaph:outtakes, EP con canzoni che erano rimaste fuori dal primo album e due video live.
Nel novembre 2004 GoodMorningBoy pubblica il suo secondo album Hamlet Machine. Il tour che ne seguirà lo porterà a suonare anche all'estero in Svizzera e Germania, alternando performance da solo con chitarra e pianoforte o con la band.
Nel 2006 partecipa al singolo di Marco Parente Neve Ridens e nel 2009 alla compilation Afterhours presentano: Il paese è reale (19 artisti per un paese migliore?) con l'inedito "Che bella Carovana".
Nel 2010 lascia la Urtovox ed esce ad aprile per l'etichetta Adesiva Discografica il disco intitolato semplicemente Marco Iacampo (senza comparire più come GoodMorningBoy).
Il 16 novembre 2012 esce il secondo album da solista intitolato "Valetudo" per l'etichetta Urtovox/The Prisoner Rec.

## Discografia

### Album
- 2001 - GoodMorningBoy (Urtovox)
- 2002 - Song=epitaph:outtakes (Urtovox)
- 2004 - Hamlet Machine (Urtovox)
- 2010 - Marco Iacampo (Adesiva discografica)
- 2012 - Valetudo (Urtovox/The Prisoner Rec.)
- 2015 - Flores (Urtovox/The Prisoner Rec.)

### Compilation
- 2009 - Afterhours presentano: Il paese è reale (19 artisti per un paese migliore?) vi partecipa con il brano inedito "Che bella carovana"